# Гвардейский (Киреевский район)
Гвардейский — посёлок в Киреевском районе Тульской области России.
В рамках административно-территориального устройства входит в Подосиновский сельский округ Киреевского района, в рамках организации местного самоуправления включается в сельское поселение Бородинское.

## География
Расположен в 12 км к западу от города Киреевска и в 27 км к юго-востоку от центра Тулы. 

## Население
| 2002 | 2010 |
| ---- | ---- |
| 261  | ↘210 |